# Campionati europei di nuoto 2012 - 200 metri misti femminili
La gara dei 200 metri misti femminili degli Europei 2012 si è svolta il 23 e 24 maggio 2012 e vi hanno partecipato 24 atlete. Le batterie e le semifinali si sono svolte il 23 e la finale nel pomeriggio del giorno successivo.

## Podio
| Pos.    | Atleta           | Nazione       |
| ------- | ---------------- | ------------- |
| Oro     | Katinka Hosszú   | Ungheria      |
| Argento | Sophie Allen     | Gran Bretagna |
| Bronzo  | Evelyn Verrasztó | Ungheria      |

## Record
Prima della manifestazione il record del mondo (RM), il record europeo (EU) e il record dei campionati (RC) erano i seguenti.
| Record mondiale       | 2'06"15 | Ariana Kukors  | 27 luglio 2009 Roma     |
| Record europeo        | 2'07"46 | Katinka Hosszú | 27 luglio 2009 Roma     |
| Record dei campionati | 2'10"09 | Katinka Hosszú | 12 agosto 2010 Budapest |

## Risultati

### Batterie
| Pos. | Atleta                      | Nazionalità   | Tempo   | Batteria | Corsia | Note |
| ---- | --------------------------- | ------------- | ------- | -------- | ------ | ---- |
| 1    | Katinka Hosszú              | Ungheria      | 2'11"10 | 4        | 4      | Q    |
| 2    | Evelyn Verrasztó            | Ungheria      | 2'12"92 | 3        | 5      | Q    |
| 3    | Zsuzsanna Jakabos           | Ungheria      | 2'13"20 | 2        | 4      |      |
| 4    | Amit Ivri                   | Israele       | 2'14"69 | 2        | 7      | Q    |
| 5    | Theresa Michalak            | Germania      | 2'14"95 | 4        | 3      | Q    |
| 6    | Ganna Dzerkaľ               | Ucraina       | 2'15"21 | 3        | 7      | Q    |
| 7    | Sophie Allen                | Gran Bretagna | 2'15"24 | 3        | 4      | Q    |
| 8    | Stina Gardell               | Svezia        | 2'15"43 | 3        | 3      | Q    |
| 9    | Beatriz Gomez Cortes        | Spagna        | 2'15"54 | 4        | 5      | Q    |
| 10   | Sophie de Ronchi            | Francia       | 2'16"02 | 4        | 2      | Q    |
| 11   | Stefania Pirozzi            | Italia        | 2'17"00 | 4        | 7      | Q    |
| 12   | Alexandra Wenk              | Germania      | 2'17"05 | 3        | 2      | Q    |
| 13   | Noora Laukkanen             | Finlandia     | 2'17"06 | 1        | 5      | Q    |
| 14   | Kim Daniela Pavlin          | Croazia       | 2'17"13 | 2        | 1      | Q    |
| 15   | Lisa Zaiser                 | Austria       | 2'17"19 | 4        | 6      | Q    |
| 16   | Barbora Závadová            | Rep. Ceca     | 2'17"23 | 2        | 3      | Q    |
| 17   | Lara Grangeon               | Francia       | 2'17"26 | 2        | 5      | Q    |
| 18   | Katarina Listopadová        | Slovacchia    | 2'17"66 | 3        | 8      |      |
| 19   | Kristina Kochetkova         | Russia        | 2'18"02 | 2        | 6      |      |
| 20   | Joerdis Steinegger          | Austria       | 2'18"43 | 2        | 2      |      |
| 21   | Sára Joó                    | Ungheria      | 2'18"57 | 3        | 1      |      |
| 22   | Kristina Krasyukova         | Russia        | 2'19"57 | 4        | 8      |      |
| 23   | Johanna Gerda Gustafsdottir | Islanda       | 2'21"88 | 1        | 3      |      |
| -    | Alessia Polieri             | Italia        | -       | 3        | 6      | DNF  |
| -    | Sara Nordenstam             | Norvegia      | -       | 1        | 4      | DNS  |
| -    | Sycerika McMahon            | Irlanda       | -       | 4        | 1      | DNS  |

### Semifinali
| Pos. | Atleta               | Nazionalità   | Tempo   | Batteria | Corsia | Note |
| ---- | -------------------- | ------------- | ------- | -------- | ------ | ---- |
| 1    | Katinka Hosszú       | Ungheria      | 2'11"89 | 2        | 4      | Q    |
| 2    | Stina Gardell        | Svezia        | 2'12"29 | 2        | 6      | Q    |
| 3    | Evelyn Verrasztó     | Ungheria      | 2'12"67 | 1        | 4      | Q    |
| 4    | Theresa Michalak     | Germania      | 2'12"76 | 1        | 5      | Q    |
| 5    | Sophie Allen         | Gran Bretagna | 2'13"29 | 1        | 3      | Q    |
| 6    | Amit Ivri            | Israele       | 2'13"77 | 2        | 5      | Rit  |
| 7    | Beatriz Gomez Cortes | Spagna        | 2'14"21 | 1        | 6      | Q    |
| 8    | Ganna Dzerkaľ        | Ucraina       | 2'14"25 | 2        | 3      | Q    |
| 9    | Alexandra Wenk       | Germania      | 2'14"44 | 2        | 7      | Q    |
| 10   | Lisa Zaiser          | Austria       | 2'14"90 | 1        | 1      |      |
| 11   | Lara Grangeon        | Francia       | 2'15"79 | 1        | 8      |      |
| 12   | Sophie de Ronchi     | Francia       | 2'16"05 | 2        | 2      |      |
| 13   | Barbora Závadová     | Rep. Ceca     | 2'16"09 | 2        | 8      |      |
| 14   | Kim Daniela Pavlin   | Croazia       | 2'16"35 | 2        | 1      |      |
| 15   | Stefania Pirozzi     | Italia        | 2'16"56 | 1        | 2      |      |
| 16   | Noora Laukkanen      | Finlandia     | 2'17"30 | 1        | 7      |      |

### Finale
| Pos.    | Atleta               | Nazionalità   | Tempo   | Corsia | Note |
| ------- | -------------------- | ------------- | ------- | ------ | ---- |
| Oro     | Katinka Hosszú       | Ungheria      | 2'10"84 | 4      |      |
| Argento | Sophie Allen         | Gran Bretagna | 2'11"49 | 2      |      |
| Bronzo  | Evelyn Verrasztó     | Ungheria      | 2'11"63 | 3      |      |
| 4       | Theresa Michalak     | Germania      | 2'12"26 | 6      |      |
| 5       | Stina Gardell        | Svezia        | 2'12"29 | 5      |      |
| 6       | Ganna Dzerkaľ        | Ucraina       | 2'12"33 | 1      |      |
| 7       | Alexandra Wenk       | Germania      | 2'12"95 | 8      |      |
| -       | Beatriz Gomez Cortes | Spagna        | -       | 7      | DSQ  |